# Димитриу, Андреас
Андреас Димитриу (греч. Αντρέας Δημητρίου; род. 8 октября 2003, Лимасол, Лимасол) — кипрский футболист, вингер лимасольского «Ариса».

## Карьера

### «Кармиотисса»
Воспитанник футбольной академии никосийского клуба «Омония». В 2017 годе перебрался в структуру клуба АЕЗ, где занимался футболом вплоть до 2020 года, откуда затем перешёл в клуб «Кармиотисса». В апреле 2021 года футболист стал подтягиваться к играм с основной командой клуба. Дебютировал за клуб 19 апреля 2021 года в матче против клуба «Неа Саламина», выйдя на замену на 88 минуте. По итогу сезона футболист успел провести за клуб 8 матчей в рамках кипрского чемпионата, который по итогу закончили на последнем месте, вылетев во Второй дивизион. В следующем сезоне футболист к играм с основной командой не привлекался.

### «Арис» Лимасол
В августе 2022 года футболист перешёл в лимассольский «Арис», где стал выступать за команду до 19 лет. Несколько раз футболист попал в заявку на матчи основной команды, однако оставался игроком скамейки запасных. По итогу сезона досрочно стал победителем кипрского чемпионата. В июне 2023 года футболист подписал с клубом свой первый профессиональный контракт, рассчитанный на сезон, перейдя тем самым в основную команду. Дебютировал за клуб 21 июля 2023 года в победном матче за Суперкубок Кипра, где победили никосийскую «Омонию». В июле 2023 года футболист вместе с клубом отправился на квалификационные матчи Лиги чемпионов УЕФА. В рамках третьего квалификационного раунда футболист вместе с клубом по сумме матчей уступил польскому «Ракуву» и вылетел в раунд плей-офф Лига Европы УЕФА. Вместе с клубом вышел в групповой этап Лиги Европы УЕФА, победив в квалификационном раунде плей-офф словацкий «Слован». Первый матч в чемпионате за клуб сыграл 3 сентября 2023 года против клуба АЕЗ, выйдя на замену на 64 минуте. В октябре 2023 года продлил контракт с клубом до 2026 года. По итогу группового этапа Лиги Европы УЕФА футболист вместе с клубом занял итоговое последнее место и завершил своё выступление на еврокубковом турнире.

## Международная карьера
В сентябре 2023 года футболист получил вызов в молодёжную сборную Кипра для участия в квалификационных матчах молодёжного чемпионата Европы. Дебютировал за сборную 7 сентября 2023 года в матче против сборной Австрии.

## Достижения
«Арис» Лимасол
- Чемпион Кипра: 2022/23
- Обладатель Суперкубка Кипра: 2023